# Don’t Let Go (Mike-Holober-Album)
Don’t Let Go ist ein Jazzalbum von Mike Holober & Balancing Act. Die am 4. und 5. Oktober 2019 in der Aaron Davis Hall auf dem Campus des City Colleges of New York entstandenen Aufnahmen erschienen am 15. April 2022 auf Sunnyside Records.

## Hintergrund
Mike Holober, der New Yorker Pianist und Komponist/Arrangeur, ist bekannt für seine intensive Zusammenarbeit mit großen Jazzensembles wie der WDR Big Band, der hr-Bigband und dem Gotham Jazz Orchestra. Mit einem Kompositionsauftrag von Chamber Music America New Jazz Works, der von der Doris Duke Foundation finanziert wurde, schrieb Holober einen Liederzyklus, der um „das Konzept der Hoffnung“ herum aufgebaut ist. Das konzertlange Album mit dem Titel „Don’t Let Go“ entstand mit der von Holober 2015 gegründeten Formation Balancing Act, einem Jazz-Oktett mit Gesang, mit dem er 2015 ein erstes Album bei Palmetto Records vorgelegt hatte.
Die Suite „Don’t Let Go“ hatte Premiere im Leonard Nimoy Thalia at Symphony Space in New York City und wurde schließlich im Oktober 2019 live in der Aaron Davis Hall auf dem Campus des City College of New York aufgeführt, wo Holober bereits seit 1995 aufgetreten ist und auch unterrichtet.
Ensemblemitglieder sind Marvin Stamm (Trompete und Flügelhorn), Dick Oatts (Alt-/Sopransaxophon, Flöte), Jason Rigby (Tenorsaxophon, Klarinette, Bassklarinette), Mark Patterson (Posaune), Mike McGuirk (Bass) und Dennis Mackrel (Schlagzeug). Das Jazz-Oktett mit Stimme positioniert die brasilianische Sängerin Jamile vor allem als weiteres Lead-Instrument an vorderster Front, obwohl sie bei mehreren Kompositionen Texte singt.
Der 14-teilige Liederzyklus teilt sich in zwei Sätze und steht damit in der Tradition der Liederzyklen klassischer Komponisten wie Robert Schumann, Samuel Barber und Ralph Vaughan Williams, hieß es in Making a Scene. Holobers Arbeit erforscht die Nuancen und Komplexitäten des Konzepts „Hoffnung“ in unserem gegenwärtigen sozialen, politischen und ökologischen Zustand. Holober schrieb in den Liner Notes:
„Nachdem ich mich so lange auf die Big-Band-Arbeit konzentriert habe, gibt es einen Balanceakt, um mein Bedürfnis zu befriedigen, wieder für eine kleinere Gruppe zu schreiben und sie zu leiten und ein ganz persönliches Statement abzugeben, bei dem die Früchte des Kollektivs mit der Bandführung und persönliche künstlerische Ziele übereinstimmen.“

## Titelliste
- Mike Holober & Balancing Act: Don’t Let Go (Sunnyside)

1. Breathe Deep 1:55
2. Morning Hope 9:34
3. Four-Letter Words 9:10
4. Kiss the Ground 5:32
5. Burnin' Daylight 7:10
6. A Summer Midnight's Dream 4:55
7. Necessary 6:54
8. I Wonder 6:28
9. You're a Long Way from Home 5:52
10. You Never Know 5:59
11. Smile Slow 2:36
12. Letting Go 8:11
13. Touch the Sky 9:02
14. Don't Let Go 4:38

Die Kompositionen stammen von Mike Holober.

## Rezeption

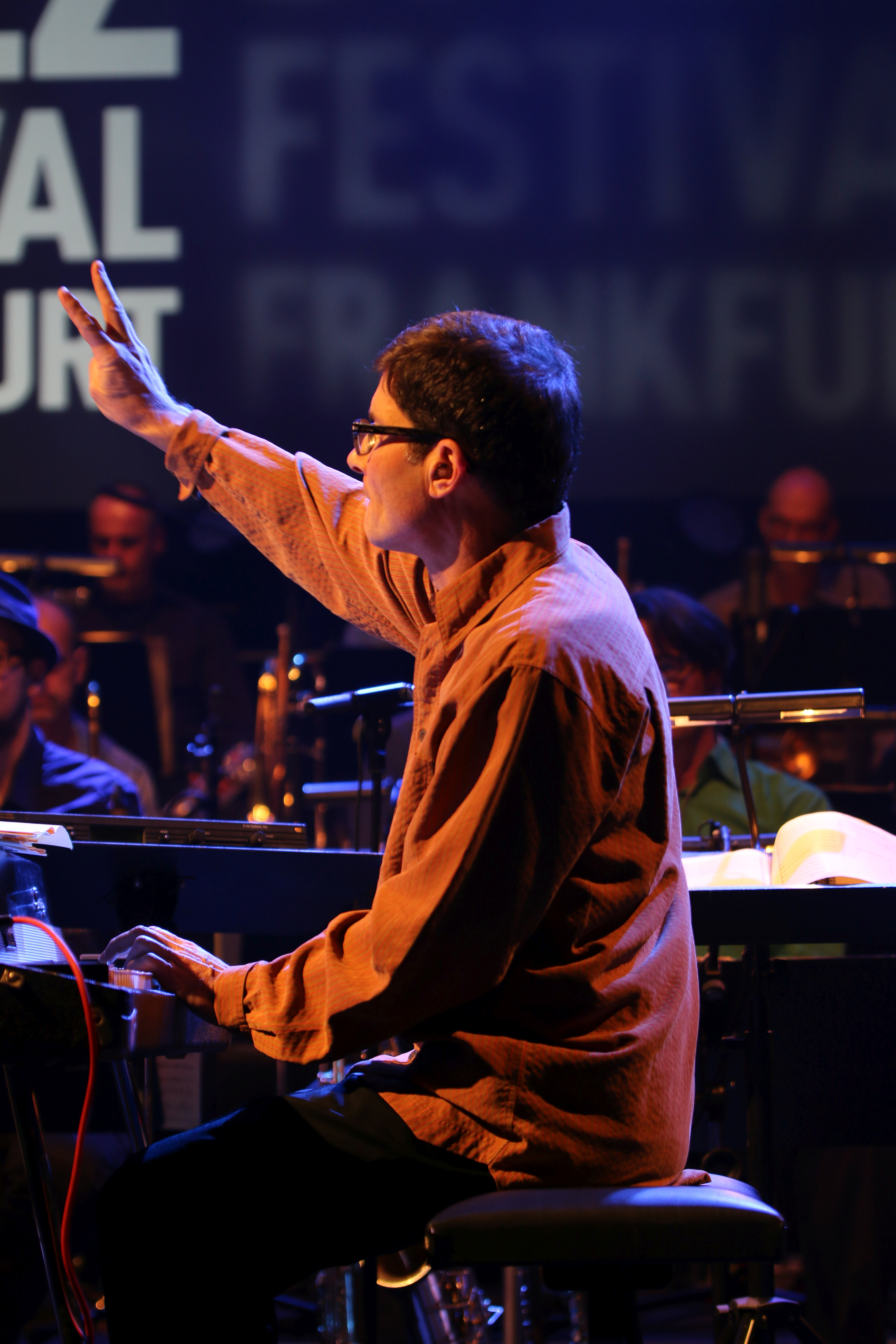
Mike Holober mit der hr Bigband beim Deutschen Jazzfestival 2015

Ed Enright schrieb im Down Beat, das kleinere Ensemble befriedige Holobers Bedürfnis nach einem ganz persönlichen Statement, in dem seine eigenen künstlerischen Ziele mit den Früchten des Kollektivs in Einklang gebracht werde. Diese besondere Konfiguration gebe ihm die Möglichkeit, seine klassischen und Jazz-Impulse auf eine allumfassende Weise auszugleichen, die Zuhörer aus dem gesamten musikalischen Spektrum anziehe. Die Mitglieder des Ensembles navigieren mit Sachverstand und Finesse durch die Kluft zwischen Jazz und Klassik, wobei ihre Orchesterstücke mit Leichtigkeit die vielen kontrastierenden Stilelemente bewältigen, die in Holobers nuancenreichen Orchestrierungen zum Tragen kommen. Die brasilianische Sängerin Jamile spielt hier eine wesentliche Rolle: Ob sie im Vordergrund singt oder wortlos innerhalb des Ensembles vokalisiert, ihre Präsenz verstärkt die Ausdruckspalette und das dynamische Zusammenspiel der Gruppe.
Zunächst mag man denken, dass dieses Kammermusikprojekt ein ruhiges, besinnliches, meist klassisches Hörerlebnis sei, wenn man die ersten Töne, die man hört, beurteilt, hieß es in Making a Scene. Doch man könne davon ausgehen, dass auch viel Jazz auf Lager ist, insbesondere mit Spielern wie dem Trompeter/Flügelhornisten Marvin Stamm und dem Holzbläser Dick Oatts. Letztendlich geht es bei der musikalischen Ausrichtung um das Ausbalancieren, Mischen von Stilen, Grooves und Einflüssen aus dem Spektrum von Jazz und Klassik. Holober gelinge dies mit einem kleineren Ensemble, das allen Musikern die Möglichkeit gebe, zu glänzen und Jamiles Stimme erfinderisch zu positionieren, um eine ausgeprägte Wirkung zu erzielen, egal ob sie Texte singt oder [mit ihrer Stimme] als weiteres Instrument an vorderster Front diene.